# Conjugação bacteriana

Conjugação

A conjugação bacteriana no ramo da microbiologia é um mecanismo de transferência do material genético entre duas bactérias, uma doadora e outra receptora. Ela é mediada pelo plasmídeo, um fragmento circular de DNA que se replica de modo independente do cromossomo da célula. Essa reprodução requer o contato direto entre bactérias e elas devem ser de tipos opostos de acasalamento, ou seja, a célula doadora deve transportar o plasmídeo, já a célula receptora normalmente não precisa. Esse plasmídeo, durante a transferência, passa uma cópia do filamento simples de DNA para a bactéria receptora, onde será sintetizado.

## Reprodução bacteriana vs. humana
Reprodução sexuada é quando há o compartilhamento de material genético entre os indivíduos. Na espécie humana essa é a forma que a reprodução ocorre entre o individuo do sexo masculino e o do feminino, no qual o espermatozoide (gameta masculino) é ejaculado para poder penetrar no óvulo (gameta feminino), e a partir dessa fecundação vai gerar um novo ser.
Já nas bactérias o processo é diferente, elas se reproduzem tanto de forma sexuada quanto de forma assexuada. A conjugação, por exemplo, é do tipo sexuada, contudo as bactérias não possuem órgãos sexuais e nenhuma característica que indique que elas tenham sexo, portanto não existe bactéria macho ou fêmea.

## Bactérias que fazem conjugação

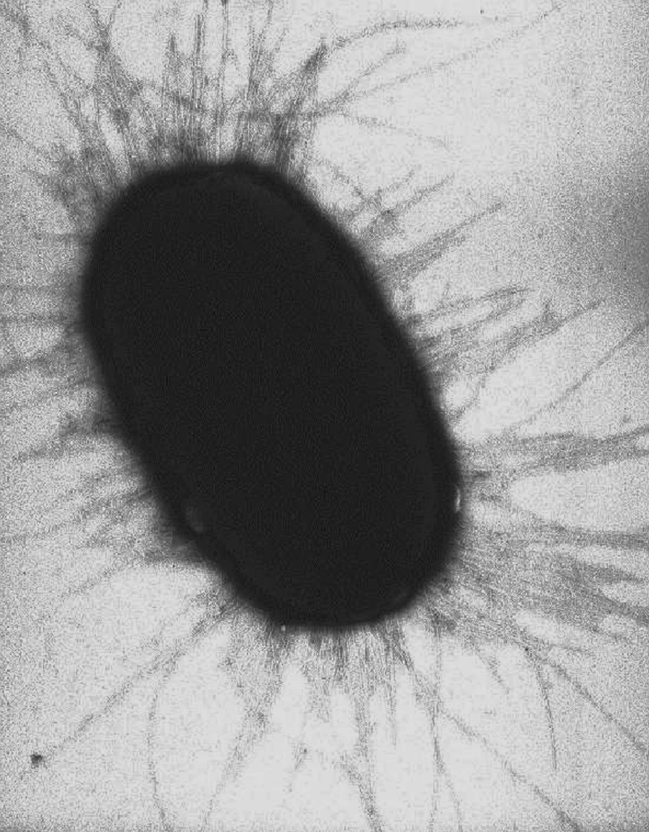
Escherichia coli

As bactérias são seres unicelulares, constituídas de células procariontes, logo elas não possuem núcleos, pela sua morfologia diferente dos seres eucariontes, fortalece o conceito de não existir gênero sexual em bactérias, ao se falar da reprodução por conjugação o correto é usar o termo doadora e receptora.
Os trabalhos experimentais para a descoberta desse mecanismo de reprodução foi realizado com a Escherichia coli K12, uma bactéria presente no trato gastrointestinal humano e em outros animais endotérmicos, ela possui forma de bastonete e aeróbia facultativa. Que causa doenças como: diarreia do viajante, cistite, meningite, sepse, peritonite.